# Les Clérimois
Les Clérimois é uma comuna francesa na região administrativa de Borgonha-Franco-Condado, no departamento de Yonne. Estende-se por uma área de 12,83 km². Em 2010 a comuna tinha 304 habitantes (densidade: 23,7 hab./km²).